# Het theater, de brief en de waarheid
Het theater, de brief en de waarheid  is het boekenweekgeschenk van 2000, geschreven door Harry Mulisch. Het kwam uit in maart 2000, op de eerste dag van de Boekenweek, die in 2000 als motto hanteerde "Lectori Salutem - Verhalen uit de klassieke oudheid”.

## Motto
“Wie begrepen wil worden, geve geen uitleg”
Diderot, Paradox over de toneelspeler

## Historische feiten
In 1987 probeerde Jules Croiset de opvoering van het toneelstuk: 'Het vuil, de stad en de dood' van Rainer Werner Fassbinder in Nederland te verhinderen. Hij ging hierbij zover dat hij zichzelf een dreigbrief schreef, en vervolgens zijn eigen ontvoering in scène zette. De Belgische politie ontmaskerde hem. Over de gebeurtenissen schreef hij het boekje Met stomheid geslagen (1989). Harry Mulisch schreef over dezelfde affaire dertien jaar later dit Boekenweekgeschenk Het theater, de brief en de waarheid (2000). Freek de Jonge werd hierdoor vervolgens geïnspireerd tot zijn voorstelling De conferencier, het Boekenweekgeschenk en de leugen.

## Inleiding
De schrijver van het Boekenweekgeschenk is goed op de hoogte van de wetten der natuurkunde, zoals het dopplereffect. Ook in de literatuur is het standpunt van de waarnemer van belang voor de weergave van de gebeurtenissen. In deze fictieve reconstructie van de ontwikkelingen die direct volgden op deze zelfontvoering, worden de crematie ’s morgens van de vrouw Magda en de begrafenis van haar man Herbert ’s middags beschreven, en wel door twee verschillende vertellers. In de tijd tussen de twee uitvaarten spreken deze Felix en Vera elkaar uitgebreid. Tijdens de crematie en de begrafenis zitten ze ook naast elkaar. Twaalf jaar later krijgen ze allebei dezelfde opdracht om een monoloog te schrijven voor een toneelgezelschap.
De neergeschreven feiten zijn echter dat bij de crematie van de vrouw ‘s morgens haar man de laatste woorden spreekt en bij de begrafenis van de man ’s middags spreekt zijn vrouw de uitvaartrede.

## Samenvatting
In 1999 krijgt Felix van een toneelgezelschap het verzoek een dramatische monoloog te schrijven. Zijn gedachten gaan dan terug naar de crematie van Magda, twaalf jaar daarvoor. Een plaatselijk televisiestation had de plechtigheid vastgelegd, vanwege de dramatische gebeurtenissen rond de zelfontvoering van haar man Herbert Althans, enkele weken eerder. Felix was al 12 jaar in het bezit van de videotape, die hij destijds desgevraagd had ontvangen. Hij probeert nu met behulp van een computer en een videorecorder de monoloog van Herbert eens goed vast te leggen. Hij besluit al werkende de lijkrede, de monoloog van Herbert, een andere draai te gaan geven. Hij zal te zijner tijd dan nog wel Herbert om toestemming moeten vragen.
Bij het afspelen van de videoband ziet Felix dat zijn collega Vera naast hem komt zitten. Herbert heeft het die ochtend moeilijk met zijn teksten bij de crematie. Magda zal door de schoorsteen gaan. Hij vertelt de toehoorders dat ze elkaar in 1969 hebben leren kennen tijdens de Aktie Tomaat. Herbert stond op het toneel en Magda floot op haar vingers vanuit de zaal. De oude garde vroeg zich slechts af “wat spelen wij en hoe spelen wij?”. Maar de nieuwe vraag werd: “Voor wie spelen wij?” Herbert liep over vanuit het oude bestel naar de andere kant en voelde zich bevrijd. De acteurs werden even belangrijk als de tekst.
Vervolgens gaat Herbert over op zijn eigen affaire: “De affaire Herbert”. Hij begint met de grote wetenschapper Nicolaus Cusanus, die voor het eerst concave lenzen beschreef, om bijziendheid te corrigeren. Maar vooral het samenvallen van de tegendelen in God, wordt aangehaald, de “coincidentia oppositorum”. Hij ziet God als een televisiepresentator, die iedereen ziet die naar hem kijkt. Hij biecht op dat hij naar aanleiding van een smerige dreigbrief, zijn eigen ontvoering in scène heeft gezet. Maar tot verbijstering van het auditorium geeft hij aan het eind van zijn verhaal aan, dat de dreigbrief zelf niet van hem afkomstig was. De ontvoering was nep, de dreigbrief echt. Om zijn echtgenote gerust te stellen had hij beweerd dat beide nep waren. Maar deze bekentenissen waren Magda uiteindelijk fataal geworden. Nu ze er niet meer is, voelt hij zich vrij om de waarheid naar buiten te brengen. De brief was wel echt.
In de tijd tussen crematie en begrafenis praten Felix en Vera elkaar bij. Felix komt terug op wat Herbert zei over dromen: “ Dromen zijn idioot als je ze vertelt, maar niet als je ze droomt”. Samen gaan ze naar de begrafenis die middag van Herbert.
Vera vertelt vervolgens haar verhaal over Herbert zijn begrafenis. Want ook zij heeft de opdracht gekregen een dramatische monoloog te schrijven. Ze krijgt van Felix geen hulp, want ze wil dolgraag een bandje van de gebeurtenissen 12 jaar eerder hebben. Ze zou alleen bij Magda nog wat na kunnen vragen. Misschien heeft ze haar aantekeningen nog, maar dat is eigenlijk wel ongepast.
Vera herinnert zich dat Magda ook kwam te spreken over de Aktie Tomaat. Maar hoewel Herbert van het tegendeel overtuigd bleef, had ze zelf niet met tomaten gegooid. Meer geschokt was Herbert over het opkomende antisemitisme. Hij vond dat het stuk ongeluk Fassbinder terecht de hand aan zichzelf had geslagen, zoals zijn grote voorbeeld Adolf Hitler. Met deze opmerking had Herbert in de roos geschoten, want hij kreeg er veel last mee. Magda vertelt dat Herbert steeds rabiater werd. Uiteindelijk bekende ze in tranen aan de aanwezigen maar vooral aan haar kinderen Albert en Paula dat zij zelf de smerige dreigbrief had geschreven. Vera herinnert zich weer dat ze destijds Felix aankeek en zei dat dit niet waar kan zijn. Maar Felix antwoordde haar dat alles waar kan zijn. Magda vervolgt dat heel Nederland zich na die brief achter Herbert opstelde. Totdat hij bekende alles zelf in scène te hebben gezet. Hij brak. Maar ook hij had de zelfontvoering gedaan net zoals zij de brief had geschreven met als enige doel om hiermee elkaar te helpen. De zaal besefte in diepe stilte wat er gebeurd was met Herbert. Magda ging weer tussen haar kinderen zitten.
Na afloop blijven Vera en Felix met tegenstrijdige gevoelens achter. Wie heeft de brief geschreven? Als het om mensen gaat blijft er altijd een raadselachtige rest. Wellicht is die rest precies het verhaal van Herbert en Magda Althans.

## Verantwoording
De schrijver zegt iets onmogelijks te hebben gewaagd. Het eerste en tweede deel kunnen niet samen waar zijn. Het zijn twee complementaire werelden die elkaar uitsluiten. Maar misschien toont het wel de volledige waarheid. Maar de schrijver stelt wel ondubbelzinnig dat hij zijn eigen fantasie op het oorspronkelijke verhaal van Jules Croiset heeft losgelaten. Het is een literair verhaal. Maar Jules Croiset en zijn bewonderenswaardige vrouw leven beiden nog en worden bedankt voor hun medewerking. Harry Mulisch kreeg een afschrift van de politieverhoren. Na lezing van de tekst van het Boekenweekgeschenk heeft Jules Croiset nog enige waardevolle aanvullingen gegeven.

## Voetnoot
1. ↑  Ondertitel: “Een tegenspraak.”
2. ↑  Verwijzing naar de vernietigingskampen uit de Tweede Wereldoorlog.
3. ↑  Vergelijk de discussie eeuwen later inzake materie en antimaterie.
4. ↑  Herbert betoogt dat er ergens kortsluiting bij hem is ontstaan. Zijn vader is vergast, zijn stiefvader pakte Joden op.
5. ↑  Vera valt opeens een gedachte in over de Dood. “Dood zal ik alleen voor de levenden zijn, niet voor mijzelf. Dood zijn altijd de anderen.
6. ↑  De twee kisten bij de crematie en de begrafenis waren gesloten. Zijn ze wel gecremeerd en begraven? De uitvaartaula als theater. Felix denkt 12 jaar later nog steeds met Herbert in contact te kunnen komen. En Vera met Magda. Herbert en Magda hebben op één dag hun eigen theater gemaakt over de dreigbrief. De waarheid is noch de crematie noch de begrafenis, maar de monologen van de hoofdrolspelers in het uitvaarttheater. Wat spelen wij, hoe spelen wij en voor wie spelen wij? De vragen rondom de Aktie Tomaat.
7. ↑  Let op de eerder besproken ‘coincidentia oppositorum’.